# Wapiennik (gmina Miedźno)
Wapiennik – wieś w Polsce położona w województwie śląskim, w powiecie kłobuckim, w gminie Miedźno. W skład wsi wchodzą osady Golczewo i Wiktorów.
W latach 1975–1998 miejscowość należała administracyjnie do województwa częstochowskiego.
Zobacz też: Wapiennik